# Rogers Cup 2008
Der Rogers Cup 2008 war ein Tennisturnier der WTA Tour 2008 für Damen in Montreal und ein Tennisturnier der ATP Tour 2008 für Herren in Toronto, Kanada. Das Damenturnier fand vom 26. Juli bis 3. August 2008 statt und das Herrenturnier vom 21. bis 27. Juli.

## Herrenturnier
→ Hauptartikel: Rogers Cup 2008/Herren
→ Qualifikation: Rogers Cup 2008/Herren/Qualifikation

## Damenturnier
→ Hauptartikel: Rogers Cup 2008/Damen
→ Qualifikation: Rogers Cup 2008/Damen/Qualifikation